# Astrocaryum tucuma
Astrocaryum tucuma är en enhjärtbladig växtart som beskrevs av Carl Friedrich Philipp von Martius. Astrocaryum tucuma ingår i släktet Astrocaryum och familjen Arecaceae. Inga underarter finns listade i Catalogue of Life.